# 31-й танковый корпус (СССР)
31-й танковый корпус — оперативное общевойсковое соединение (танковый корпус) в составе Рабоче-крестьянской Красной армии.

## История

### Великая Отечественная война
31-й танковый корпус был сформирован 28 мая 1943 года в районе города Обоянь на базе 100-й танковой бригады и отдельных танковых полков из состава 1-й танковой армии.
В составе действующей армии:
- с 28.05.1943 по 10.09.1943
- с 05.01.1944 по 11.05.1945

На момент формирования главные силы корпуса составили 100-я, 237-я, 242-я танковые бригады и 367-й тяжёлый самоходный артиллерийский полк.
В новые формирования входило по два танковых батальона: первый двухротного и второй трёхротного состава, а также мотострелковый батальон (рота автоматчиков и рота стрелков), зенитная батарея, истребительно-противотанковая артиллерийская батарея, рота управления, рота технического обеспечения и медико-санитарный взвод. Новые бригады имели по 43 танка Т-34, по 12-17 танков Т-70 и Т-60.
Особую гордость воинов вызывал тот факт, что часть боевых машин 237-й и 242-й бригад были дарственными. На башнях танков бригад было написано «Тамбовский колхозник» и «Вологодский колхозник». Боевые машины построили на свои средства колхозников — зачинателей патриотического движения сбора средств на строительство танковых колонн и авиаэскадрилий.
Победа Рабоче-крестьянской Красной армии (РККА) под Курском имела решающее значение в исходе Великой Отечественной войны. Она продемонстрировала возросшую силу РККА, высокие морально-боевые качества воинов, тактическое мастерство командного состава. В Сражении на Курской дуге провалилась последняя попытка Вермахта поправить своё положение после неудачных операций в зимней кампании 1942-43 года, взять реванш за поражение под Сталинградом.
Освобождая родную землю от оккупантов, воины корпуса принимали активное участие в подготовке и проведении всех основных наступательных операций на Юго-Западном направлении. В их числе: Курская битва, Корсунь-Шевченковская, Львовско-Сандомирская, Карпатско-Дуклинская, Висло-Одерская, Нижне- и Верхне-Силезские, Моравско-Остравская наступательные операции, освобождение городов и сел Восточной и Западной Украины, Польши, Чехословакии, таких как Харьков, Винница, Сандомир, Ченстохова, Глейвиц, Гротткау, Бреслау, Ратибор, Бислау, Моравска Острава, Опава, Оломоуц, Прага.
За период боевых действий, в ходе Великой Отечественной войны, уничтожено около 1000 танков и САУ, 1554 орудия, 65 самолётов, убито и пленено 75 тысяч солдат и офицеров Гитлеровской Германии.
Ратный путь корпуса высоко оценён Родиной. На знаменах его частей красуется 32 ордена. За форсирование реки Висла ему присвоено почётное наименование «Висленский». Корпус награждён орденом Красного Знамени, А. Суворова II степени, М. Кутузова II степени. За годы Великой Отечественной войны более 30 тысяч его воинов отмечены правительственными наградами, 8 военнослужащих корпуса были удостоены высокого звания Герой Советского Союза. После реформирования корпуса в 3 мотострелковую дивизию в частях соединения насчитывалось 16 Героев Советского Союза, удостоенных этого звания в боях с немецкими захватчиками.
Навечно зачислен в список личного состава подразделения Герой Советского Союза: в 1 танковой роте 237-го танкового полка — старший лейтенант М. З. Петров.

### Послевоенное время
В послевоенное время воинские части выполняли воинский долг на территории УССР и ВНР.
Летом 1968 года части дивизии участвовали в крупномасштабном командно-штабном тактическом учении стран Варшавского договора под кодовым названием «Шумава». Личный состав в ходе учения показал высокое ратное мастерство, организованность и слаженность в действиях, за что получил высокую оценку от Министра обороны СССР.
В двадцатых числах августа того же года дивизия по решению Советского правительства выполняла боевые задачи в подавлении демократизации в Чехословакии.
В марте 1990 года соединение было выведено на территорию Российской Федерации и дислоцировано в Нижегородской области в составе 13-го гвардейского армейского корпуса МВО, а с 1 июля 1997 года 31-я танковая дивизия переформирована в 3-ю мотострелковую дивизию с сохранением всех почётных наименований и наград.
Также героически прошли свой путь воины-висленцы в ходе контртеррористической операции в Северо-Кавказском регионе. За мужество и отвагу, проявленные при ликвидации незаконных вооружённых формирований, орденами и медалями были награждены более 3000 военнослужащих. Восемь из них удостоены высокого звания Героя России. Это полковник А. Корольков и полковник С.Морозов, подполковник В. Васильев (посмертно), майор С. Таранец (посмертно), капитан О. Тибекин (посмертно), капитан В. Заврайский, капитан А. Хамитов, старший лейтенант П. Захаров (посмертно).
С 1 июня 2009 года 3-я мотострелковая дивизия переформирована в 9-ю отдельную мотострелковую бригаду с сохранением всех наград и почётных наименований. Военнослужащие 9-й мотострелковой бригады участвовали в парадах Победы на Красной площади и городах Санкт-Петербург, Воронеж.
В 2016 году 9-я отдельная мотострелковая бригада развёрнута в 3-ю мотострелковую дивизию в составе 20-й гвардейской общевойсковой армии.
Подразделения 3-й мотострелковой дивизии дислоцируются в Белгородской и Воронежской, областях. В её составе: мотострелковые, танковые, артиллерийские, зенитные ракетные и другие подразделения и воинские части. В том числе – знаменитый 237-й танковый полк, который стоял у истока формирования дивизии.

## Полное название
31-й танковый Висленский Краснознамённый орденов Суворова и Кутузова корпус.

## Состав
Состав корпуса:
- 100-я танковая Ченстоховская Краснознамённая ордена Кутузова бригада
- 237-я танковая Краснознамённая орденов Суворова и Богдана Хмельницкого бригада
- 242-я танковая Краснознамённая ордена Суворова бригада
- 65-я мотострелковая Краснознамённая орденов Суворова и Кутузова бригада (II формирования), с конца 1943 года
- 367-й гвардейский тяжёлый самоходно-артиллерийский Одерский орденов Суворова и Богдана Хмельницкого полк (бывший 1548-й тсап)
- 1442-й самоходно-артиллерийский Краснознамённый ордена Суворова полк
- 1244-й самоходно-артиллерийский полк (бывший 1244-й иптап)
- 722-й самоходно-артиллерийский Могилёвский ордена Александра Невского полк
- 617-й миномётный полк
- 269-й лёгкий артиллерийский Винницкий Краснознамённый орденов Кутузова, Богдана Хмельницкого и Александра Невского полк
- 1885-й зенитный артиллерийский Одерский ордена Александра Невского полк
- 201-й отдельный гвардейский миномётный Смоленский орденов Александра Невского и Красной Звезды дивизион
- 753-й отдельный истребительно-противотанковый артиллерийский дивизион
- 98-й отдельный мотоциклетный орденов Александра Невского и Красной Звезды батальон

Корпусные части:
- 692-й отдельный орденов Богдана Хмельницкого[5] и Красной Звезды[6] батальон связи, с 15.06.1943
- 145-й отдельный сапёрный ордена Александра Невского[7] и Красной Звезды[6] батальон, с 17.06.1943
- 143-я отдельная рота химзащиты, с 09.07.1943
- 11-я отдельная автотранспортная рота подвоза ГСМ, с 13.06.1943; 05.01.1944
- 384-я отдельная автотранспортная рота подвоза ГСМ, с 05.01.1944
- 210-я подвижная танкоремонтная база, с 30.06.1943
- 319-я подвижная авторемонтная база, с 05.01.1944
- авиазвено связи, с 05.01.1944
- 33-й полевой автохлебозавод, с 17.06.1943
- 1945-я полевая касса Госбанка, с 01.01.1944
- 2842-я военно-полевая станция, с 05.01.1944

31-я танковая Висленская Краснознамённая орденов Суворова и Кутузова дивизия (мкр Новый (Нижний Новгород) / Дзержинск):
- управление дивизии;
- 77-й гвардейский танковый Одерский орденов Суворова и Богдана Хмельницкого полк[~ 1] (мкр Новый (Нижний Новгород))

21 Т-72, 12 БМП-2, 42 БМП-1, 2 БРМ-1К, 10 БТР-70, 18 2С1 «Гвоздика»;
- 100-й танковый Ченстноховский Краснознамённый ордена Кутузова полк (Дзержинск)

20 Т-72, 12 БМП-2, 42 БМП-1, 2 БРМ-1К, 2 БТР-70, 18 2С1, 1 БМП-1КШ;
- 237-й танковый орденов Суворова, Кутузова и Богдана Хмельницкого полк (Дзержинск)

23 Т-72, 12 БМП-2, 42 БМП-1, 2 БРМ-1К, 2 БТР-70, 12 Д-30, 1 БМП-1КШ;
- 752-й мотострелковый полк[~ 2];
- 1047-й самоходно-артиллерийский полк (мкр Новый (Нижний Новгород)) (24 2С3, 12 Град);
- 1143-й зенитно-ракетный полк (мкр Новый (Нижний Новгород));
- 84-й отдельный разведывательный батальон (Дзержинск);
- 145-й отдельный инженерно-сапёрный батальон (Володарск);
- 692-й отдельный батальон связи (мкр Новый (Нижний Новгород));
- 911-й отдельный батальон материального обеспечения;
- 152-й отдельный ремонтно-восстановительный батальон;
- 231-й отдельный медицинский батальон.

Всего (на 19.11.1990): 64 танка Т-72, 187 БМП (36 БМП-2, 138 БМП-1, 13 БРМ-1К), 21 БТР-70, 60 САУ (36 2С1, 24 2С3), 12 Д-30, 12 Град.

## Командование

### Командиры корпуса
- генерал-майор танковых войск Черниенко, Дмитрий Хрисанфович (с 29.05.0943 по 18.08.1943), погиб 18.08.1943;
- полковник Жидков, Пётр Кириллович (с 19.08.1943 по 21.10.1943);
- генерал-майор танковых войск Григорьев, Василий Ефимович (с 22.10.1943 по 07.01.1945);
- генерал-майор танковых войск Кузнецов, Григорий Гаврилович (с 08.01.1945 по 11.05.1945)

### Заместитель командира корпуса по политической части
- полковник Попов, Леонид Васильевич (с 28.05.1943 по 30.07.1945)

### Начальники штаба корпуса
- полковник Володин
- полковник Пименов, Иван Романович (с 28.05.1943 по 10.07.1943);
- подполковник Гандыбин, Владимир Иванович (с 10.07.1943 по 15.09.1943);
- полковник Ваганов, Иван Семёнович (до 08.10.1943);
- полковник, генерал-майор танковых войск Володин, Николай Константинович (с 08.10.1943 по .06.1945)

## Награды корпуса
| Награда (наименование)             | Дата награждения                                                                | За что награжден |
| ---------------------------------- | ------------------------------------------------------------------------------- | --- |
| Почётное наименование «Висленский» | Присвоено приказом Верховного Главнокомандующего № 0295 от 1 сентября 1944 года | За отличные боевые действия, героизм и мужество солдат и офицеров, проявленные при форсировании реки Вислы и овладении городом Сандомир.                         |
| орден Красного Знамени             | Награждён Указом Президиума Верховного Совета СССР от 19 февраля 1945 года      | За образцовое выполнение заданий командования в боях с немецкими захватчиками, за вторжение в немецкую Силезию и проявленные при этом доблесть и мужество.       |
| орден Суворова II степени          | Награждён Указом Президиума Верховного Совета СССР от 19 февраля 1945 года      | За образцовое выполнение заданий командования в боях с немецкими захватчиками, за овладение городом Гинденбург и проявленные при этом доблесть и мужество.       |
| орден Кутузова II степени          | Награждён Указом Президиума Верховного Совета СССР от 26 апреля 1945 года       | За образцовое выполнение заданий командования в боях с немецкими захватчиками при овладении городами Ратибор, Бискау и проявленные при этом доблесть и мужество. |

(Танковый фронт 1939—1945)

## Отличившиеся воины
- Анчугов, Александр Галактионович, старший лейтенант, командир танковой роты 1-го танкового батальона 242-й танковой бригады.
- Ачкасов, Анатолий Григорьевич, старший лейтенант, командир танковой роты 100-й танковой бригады.
- Волков Михаил Карпович, старший сержант, механик-водитель танка 100-й танковой бригады.
- Нелюбов, Василий Григорьевич, младший лейтенант, командир танка Т-34 2-го танкового батальона 242-й танковой бригады.
- Павлов, Алексей Дмитриевич, лейтенант, командир батареи 1442-го самоходного артиллерийского полка.
- Трембач, Константин Григорьевич, старший сержант, механик-водитель танка 100-й танковой бригады.